# Флаг Ливии
Флаг Государства Ливия представляет собой красно-чёрно-зелёное полотнище с белым полумесяцем и звездой посередине. Этот же флаг использовался в 1951—1969 годах до прихода к власти Муаммара Каддафи и был восстановлен в 2011 году после его убийства в ходе гражданской войны.

## Исторические флаги

### 1918—1923
Недолго просуществовавшая Триполитанская республика в Западной Ливии использовала в качестве государственного флаг голубого цвета с изображённой в центре зелёной пальмой и белой звездой над ней.

### 1951—1969 (2011 — настоящее время)
Первый государственный флаг современной Ливии был принят в 1951 году, когда она получила независимость от Великобритании. Он представлял собой прямоугольное полотнище, состоящее из трёх горизонтальных полос: верхней — красного, средней — чёрного и нижней — зелёного цветов. В центре чёрной полосы, ширина которой была вдвое больше верхней или нижней, помещалось изображение белого полумесяца с пятиконечной звездой. Дизайн флага базировался на флаге суфийского ордена Сенусийя, представлявшего собой чёрное полотнище с полумесяцем и звездой.
Среди возможных толкований символики флага есть следующая. Красный цвет — это кровь, которая пролилась в борьбе за свободу Ливии. Чёрный цвет — это память о тех днях, когда ливийцы жили в оккупации. Зелёный символизирует светлое будущее страны, а также сельское хозяйство и различные природные богатства. Полумесяц и звезда — символы ислама, главной религии в стране.
После революции в Ливии снова объявлен и в настоящее время является государственным флагом Государства Ливия.

### 1969—1971
В результате революции 1969 года официальное название Ливии было изменено на «Ливийская Арабская Республика», а флаг заменён на панарабский трёхполосный красно-бело-чёрный.

### 1972—1977
1 января 1972 года Ливия вошла в состав Федерации Арабских Республик. Флаг Федерации отличался от флага Ливии образца 1969 года пропорциями, немного более интенсивным цветом красной полосы флага, а также помещённым на белой полосе золотым ястребом («Ястребом курайшитов»), держащим в лапах ленту с названием государства на арабском.

### 1977—2011
8 марта 1977 года Ливия вышла из состава федерации; официальное название государства было изменено на «Социалистическая Народная Ливийская Арабская Джамахирия». 11 ноября 1977 флаг Ливии был изменён на одноцветный зелёный (что было реакцией на визит Анвара Садата в Израиль, который в Ливии сочли предательством арабских и исламских ценностей).
Зелёный цвет флага символизировал ислам, государственную религию страны, а также «Зелёную революцию» Муаммара Каддафи.

### Галерея

Османская империя (до 1911)
Итальянская Ливия (1911—1943)
Объединённое королевство Ливия 24 декабря 1951 — 7 ноября 1969
Ливийская Арабская Республика 7 ноября 1969 — 31 декабря 1971
Федерация Арабских Республик 1 января 1972 — 11 ноября 1977
Великая Социалистическая Народная Ливийская Арабская Джамахирия 11 ноября 1977 — 22 октября 2011
Флаг ВМС Ливии
11 ноября 1977 — 22 октября 2011

### Исторические региональные флаги

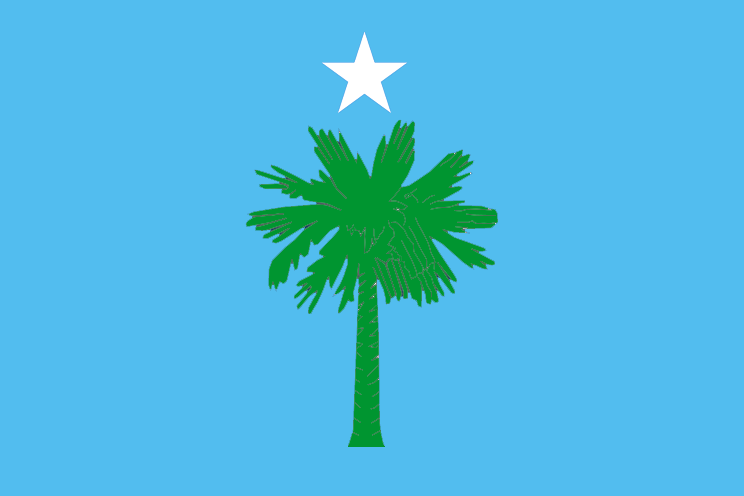
Триполитанская республика, 1918—1923
Вилайет Триполитания, 1864—1911
Эмират Киренаика, 1949—1951
Феццан во время оккупации Францией, 1943—1951